# Müller Hammerwerk
Der Werkzeughersteller Himmelberger Zeughammerwerk Leonhard Müller & Söhne GmbH, besser bekannt unter dem Markennamen Müller, ist eine in der Kärntner Gemeinde Frantschach-St. Gertraud befindliche Schmiede, die seit mehr als 300 Jahren von der Familie Müller geführt wird. Es ist das älteste noch existierende familiengeführte Hammerwerk Europas.

## Geschichte
Die erste urkundliche Erwähnung erfuhr die damalige Zeug- und Hackenschmiede im Jahr 1675. Die Schmiede des Peter Müller stand damals in der Steiermark im Bezirk Murau. 1823 wurde sie wegen dort günstigerer Bedingungen nach Turrach verlegt.
Die Konkurrenz in Form der Dampfmaschine wurde größer, da diese eine von Wasserkraft unabhängige Produktion erlaubt, sodass die Schmiede fast zugrunde ging. Durch die neuerliche Verlegung an den Fluss Tiebel bei Himmelberg, der im Winter nicht zufriert, konnte die Produktion ganzjährig aufrechterhalten werden und das Unternehmen weiter bestehen.
Ein Brand im Jahr 1917 zerstörte die Schmiede vollständig. Daraufhin suchte man einen neuen Standort und entschied sich für Frantschach.
Heute beschäftigt das Unternehmen 45 Mitarbeiter.
Die Firma trägt eine Staatliche Auszeichnung.
Im Jahr 2024 stieg Lisa-Marie Müller neben ihrem Vater Wolfgang Müller in die Geschäftsführung auf und wurde damit erste Frau in der Führung.

## Produkte

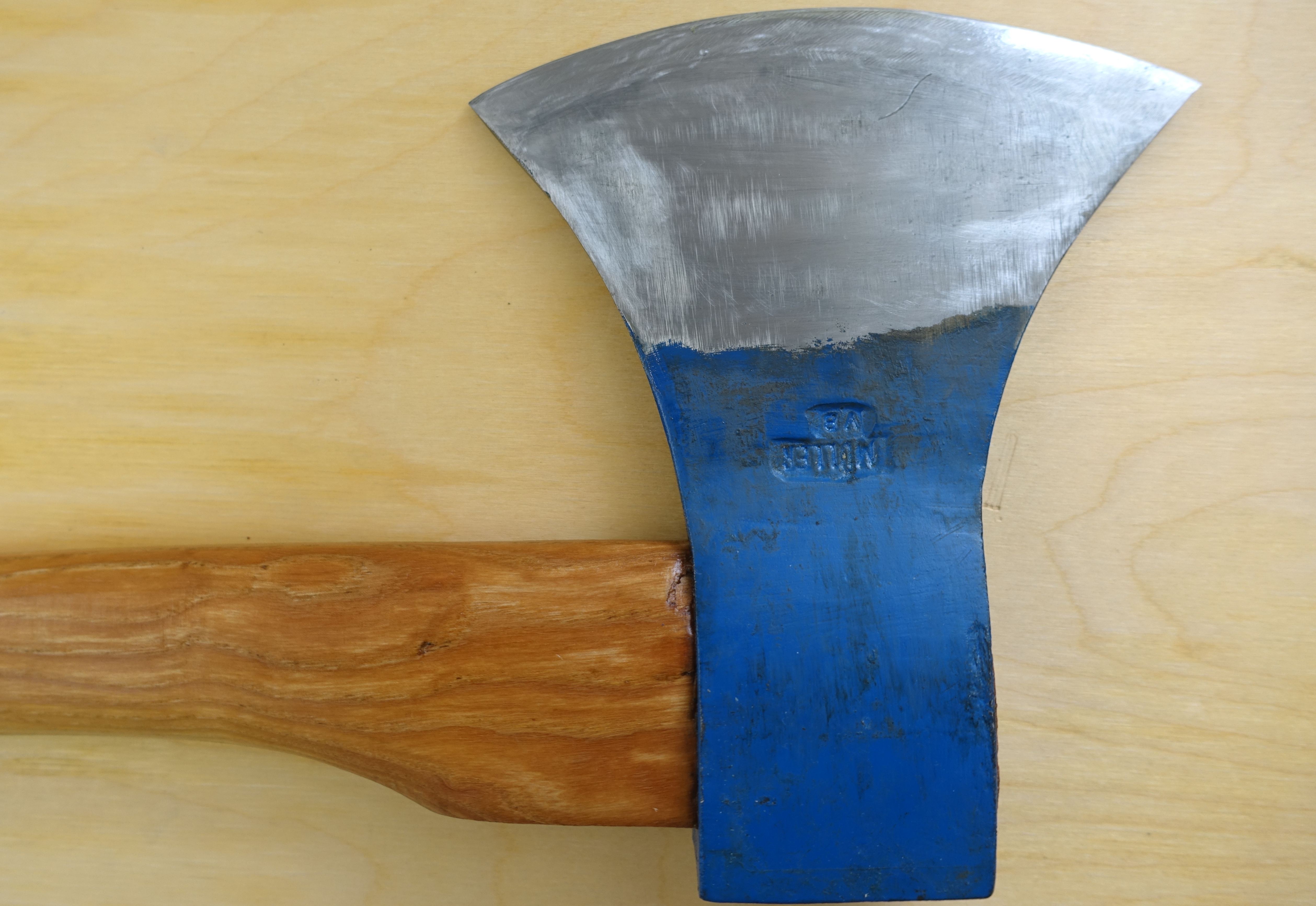
Entastungsaxt

Das Familienunternehmen fertigt ein umfangreiches Werkzeugsortiment, dabei auch regionalspezifische Formen. Im Bereich der geschmiedeten Forstwerkzeuge ist Müller in Österreich Marktführer. Von diesem Hersteller angefertigte Produkte sind unter anderem extrabreite Entastungsäxte, Spaltäxte mit verschiedenen Geometrien (Tiroler, Bayrische oder Stuttgarter Form), Wiedehopfhauen oder verschiedene Breitbeile.
Müller ist einer der letzten Hersteller (ein anderer ist Gränsfors Bruks aus Schweden), bei dem die Schmiede ihre Initialen in die Werkzeugköpfe prägen.